# لاشا کسراده
لاشا کسرادزه (گرجی: ლაშა კასრაძე ; زادهٔ ۲۸ ژوئیهٔ ۱۹۸۹) یک فوتبالیست حرفه‌ای گرجستانی است که در پست مدافع برای روستاوی بازی می‌کند.
دوران حرفه ای کسرادزه در سال ۲۰۱۰ با اف سی ویت جورجیا آغاز شد و اولین بازی خود را در بازی ماقبل آخر باشگاه در فصل ۲۰۰۹–۲۰۱۰ لیگ Umaglesi مقابل بایا انجام داد. او اولین گل خود را در دسامبر ۲۰۱۰ در جریان پیروزی در جام گرجستان مقابل تسخینوالی به ثمر رساند. آزال لیگ برتر آذربایجان قرارداد کسرادزه را در سال ۲۰۱۴ تمدید کرد. او دو بار در مقابل سومگایت و نفتچالا در چهل و نه بازی در دو فصل گلزنی کرد. کسرادزه در سال ۲۰۱۵ به اینترباکو پیوست.